# Evropa národů a svobody
Evropa národů a svobody, oficiální název Europe of Nations and Freedom (ENF), byla frakce v Evropském parlamentu založená 15. června 2015. Sdružovala strany euroskeptické až nacionalistické, povětšinou také s protiimigračním programem, nacházející se na pravici až krajní pravici. Se svými 36 zástupci byla v období 2014–2019 nejmenší frakcí v Evropském parlamentu.
Jednou z nejznámějších osobností frakce ENF byla od roku 2004 předsedkyně francouzské Národní fronty Marine Le Penová, která však svůj mandát v Evropském parlamentu ke dni 18. června 2017 ukončila a dala přednost svému působení ve francouzském Národním shromáždění. Obdobně postupoval další výrazný člen frakce, nizozemský politik Geert Wilders.
Kromě francouzské Národní fronty jsou v uskupení ENF zastoupeny také strany Svobodná strana Rakouska (FPÖ), nizozemská Strana pro svobodu (PVV), belgický Vlámský zájem, italská Liga Severu (Lega Nord) či polský Kongres nové pravice (KNP).
Dále se k frakci přidala britská europoslankyně Janice Atkinson, zvolená za Stranu nezávislosti Spojeného království (UKIP), ta ji však před jejím vstupem do této frakce vyloučila. Další členkou byla až do svého přestupu do jiné frakce Rebega Laurentiu, nezávislá poslankyně zvolená za rumunskou Konzervativní stranu. Od roku 2016 patřil k této frakci také europoslanec Marcus Pretzell, který byl členem německé Alternativy pro Německo (AfD), avšak v roce 2017 z této strany vystoupil a je v Německu účastníkem nového pravicově-liberálního hnutí své manželky Frauke Petryové s názvem Blaue Partei (Modrá strana).
O vytvoření frakce v Evropském parlamentu se politici uvedených stran snažili již v roce 2014, krátce po volbách do Evropského parlamentu. Jednání však tehdy ztroskotala, protože se nenašlo potřebných 25 poslanců ze sedmi zemí.

## Členské strany
Skupina Evropa národů a svobody měla 36 poslanců EP, což ji činilo nejmenší skupinou ze všech.
| Název strany (místní)            | Zkratka | Název strany (česky)                                                                    | Členský stát       | Počet mandátů |
| -------------------------------- | ------- | --------------------------------------------------------------------------------------- | ------------------ | ------------- |
| Vlaams Belang                    | VB      | Vlámský zájem                                                                           | Belgie             | 1             |
| Front National                   | FN      | Národní fronta (Francie)                                                                | Francie            | 17            |
| Lega Nord                        | LN      | Liga Severu                                                                             | Itálie             | 6             |
| Partij voor de Vrijheid          | PVV     | Strana pro svobodu                                                                      | Nizozemsko         | 4             |
| Kongres Nowej Prawicy            | KNP     | Kongres nové pravice                                                                    | Polsko             | 2             |
| Freiheitliche Partei Österreichs | FPÖ     | Svobodná strana Rakouska                                                                | Rakousko           | 4             |
| Laurentiu Rebega                 | -       | Nezávislá poslankyně (zvolená za Konzervativní stranu)                                  | Rumunsko           | 1             |
| Janice Atkinsonová               | -       | Nezávislá poslankyně (zvolená za UKIP)                                                  | Spojené království | 1             |
| Marcus Pretzell                  |         | Nezávislý poslanec (zvolený za Alternativu pro Německo, ze které v roce 2017 vystoupil) | Německo            | 1             |

## Nástupnické frakce
V Evropském parlamentu vzešlém z voleb do EP 2019 byl vytvořen klub s názvem Identita a demokracie (ID).
Česko v tomto politickém uskupení zastupovalo hnutí Svoboda a přímá demokracie (SPD) Tomia Okamury, které do voleb 2019 nemělo v Evropském parlamentu zastoupení, v nich však získalo dva mandáty. Při své kampani před Volbami do Evropského parlamentu 2019 dostalo Okamurovo hnutí politickou podporu představitelů uskupení Evropa národů a svobody – Marine Le Penová a Geert Wilders se v květnu 2019 zúčastnili jeho akce v Praze.
V dalším Evropském parlamentu vzešlém z voleb v roce 2024 byla založena frakce s názvem Patrioti pro Evropu (PfE), která vznikla okolo ID a maďarské strany Fidesz.
Česko v této frakci zastupuje 7 poslanců zvolených za hnutí ANO a 2 za hnutí Přísaha.